# Giusi Malato
Giusi Malato, née le 9 juillet 1971 à Catane, est une poloïste internationale italienne. Elle remporte la médaille d'or lors Jeux olympiques d'été de 2004 ainsi que les Championnats du monde en 1998 et en 2001 avec l'équipe d'Italie.

## Palmarès

### En sélection
- Italie
  - Jeux olympiques :
    - Médaille d'or : 2004.

  - Championnat du monde :
    - Vainqueur : 1998 et 2001.
    - Finaliste : 2003.

  - Championnat d'Europe :
    - Vainqueur : 1999.